# A Primeira Vez de Rita Cadillac
A primeira vez de Rita Cadillac é um filme pornográfico de 2006, estrelado pela atriz Rita Cadillac, com produção da empresa Brasileirinhas.
O filme marca o retorno de Rita à indústria pornô após um prolongado período de férias. E, embora não siga nenhuma trama em particular, o filme atraiu muita atenção da mídia por mostrar Rita, pela primeira vez, numa cena de lesbianismo, ao lado da atriz Lana Starck.

## Enredo
A sequência de créditos se dá de forma semelhante à de vivi.com.vc, com a câmera acompanhando Rita, revezando cenas dela passeando pela praia com cenas dentro de um barco.
O filme em si inicia-se com uma metáfora, ao mostrar Rita em frente a uma barca de comida japonesa, dizendo:
| “ | Eu nunca provei, mas acho que todo mundo tem que provar, ao menos uma vez | ” |

Lana Starck surge, e boa parte deste segmento do filme se dedica a mostrar as duas comendo e brincando uma com a outra.
Em determinado momento, Lana beija Rita, o que dá início à primeira e mais comentada cena de sexo do filme, que ocorre entre as duas. A segunda cena dá continuidade a esta, com a adição de um ator, Eduardo.
A terceira cena não apresenta nenhum ligação com as anteriores. Num cenário completamente diferente - um quarto de hotel - Rita interpreta, ao lado do ator Anderson, um casal em comemoração.
As duas cenas seguintes são, de certa forma, continuações da sequência de abertura. Cada uma dela inicia-se com trechos de Rita, na praia, dançando, até que se encontra com o ator com qual viria se contracenar.
Ao fim destas cenas, os créditos finais surgem na tela, acompanhados por um vídeo gravado em atuação reversa - uma técnica cinematográfica que consiste em gravar determinada sequência de trás para frente para projetá-la ao contrário, ou seja, durante a gravação, fazer com que os atores subam de costas uma escada, para mostrá-los descendo-a, quando o filme for exibido - mostrando os atores que participaram do filme atravessando um dos cenários do filme, em direção à Rita, com quem viriam a dançar.
Após esta sequência, um curto videoclipe contendo erros de gravação e cenas dos bastidores é exibido, mostrando, inclusive, como se deu o projeto para tirar a foto estampada na capa do DVD.

## Elenco
- Rita Cadillac
- Lana Starck
- Hiago Lamarc Cavalcante Nunes